# Griffin (Géorgie)
Pour les articles homonymes, voir Griffin.
La ville américaine de Griffin est le siège du comté de Spalding, dans l’État de Géorgie. Lors du recensement de 2010, sa population s’élevait à 23 643 habitants.

## Personnalité
Wyomia Tyus, championne olympique du 100 m en 1964 et 1968, est née à Griffin en 1945.

## Démographie
| 1850  | 1860  | 1870  | 1880  | 1890  | 1900  |
| ----- | ----- | ----- | ----- | ----- | ----- |
| 2 320 | 2 855 | 3 421 | 3 620 | 4 503 | 6 857 |

| 1910  | 1920  | 1930   | 1940   | 1950   | 1960   |
| ----- | ----- | ------ | ------ | ------ | ------ |
| 7 478 | 8 240 | 10 321 | 13 222 | 13 982 | 21 735 |

| 1970   | 1980   | 1990   | 2000   | 2010   | - |
| ------ | ------ | ------ | ------ | ------ | - |
| 22 734 | 20 728 | 21 347 | 23 451 | 23 643 | - |

## Source
- (en) Cet article est partiellement ou en totalité issu de l’article de Wikipédia en anglais intitulé « Griffin, Georgia » (voir la liste des auteurs).